# Departamento del Ejército de los Estados Unidos
El Departamento del Ejército de los Estados Unidos (en inglés: United States Department of the Army, DA) es uno de los tres departamentos militares dentro del Departamento de Defensa de los Estados Unidos. El Departamento del Ejército es la agencia del gobierno federal dentro de la cual se organiza el Ejército de los Estados Unidos, y es dirigido por el Secretario del Ejército, quien tiene autoridad legal según 10 Código de los Estados Unidos § 7013 para conducir sus asuntos y prescribir regulaciones para su gobierno, sujeto a los límites de la ley y las instrucciones del Secretario de Defensa y el Presidente.
El Secretario del Ejército es un funcionario civil designado por el presidente y confirmado por el Senado. El oficial militar de mayor rango en el departamento es el jefe de Estado Mayor del Ejército, quien también es miembro del Estado Mayor Conjunto. Otros altos funcionarios del departamento son el subsecretario del Ejército (adjunto principal del secretario) y el vicejefe de personal del Ejército (adjunto principal del jefe de personal).
El Departamento de Guerra se formó originalmente en 1789 como Departamento Ejecutivo de los Estados Unidos y fue dividido por la Ley de Seguridad Nacional de 1947 en el Departamento del Ejército y el Departamento de la Fuerza Aérea el 18 de septiembre de 1947. Mediante enmiendas a la Ley Nacional Ley de Seguridad de 1947 En 1949, el departamento del Ejército se transformó a su estado actual.